# إنترنا
المازين،(بالإنجليزية: Entrena)‏ هي بلدية تقع في محافظة منطقة لاريوخا ذاتية الحكم ،(بالإنجليزية: La Rioja)‏، وبحسب الإحصاءات التي أجريت في عام  2011 كان عدد السكان 1,503.